# Marion Feducha
Marion Feducha est un acteur américain né le 3 septembre 1911 à San Francisco (Californie) et mort le 26 novembre 1976 à San Juan Capistrano (Californie). Il est parfois crédité Don Marion. Il débuta au cinéma muet comme enfant acteur.

## Filmographie
- 1919 : Une journée de plaisir (A Day's Pleasure) de Charlie Chaplin : non crédité
- 1921 : Partners of the Tide
- 1922 : Up and Going de Lynn Reynolds : David Brandon
- 1922 : Second Hand Rose de Lloyd Ingraham : le petit Nat
- 1922 : In the Days of Buffalo Bill
- 1922 : The Radio King:
- 1922 : The Kingdom Within
- 1923 : Why Women Remarry de John Gorman : Jimmy Talbot
- 1923 : Les Deux Gosses (Jealous Husbands) de Maurice Tourneur : Sliver
- 1924 : Traffic in Hearts
- 1925 : Playing with Souls